# Kubewano
Kubewana (angl. cubewanos) neboli klasická tělesa Kuiperova pásu jsou transneptunická tělesa na drahách s malou excentricitou (pod 0,15) a s velkými poloosami v rozpětí od 41,8 do 48 AU. Jsou pojmenována podle předběžného názvu (1992 QB1) prvního představitele této skupiny, planetky Albion.

## Známá kubewana
- (15760) Albion
- (136472) Makemake
- (50000) Quaoar
- (20000) Varuna
- (120347) Salacia
- 2002 TX300
- 2002 AW197
- 2002 UX25
- (174567) Varda